# أطياف الوزير
أطياف زيد الوزير باحثة وناشطة وصحفية ومدونة يمنية ومؤسس مشارك لمجموعة ادعم اليمن. عاشت الوزير في تونس العاصمة، قبل أن تستقر في بروكسل ببلجيكا.

## الحياة الشخصية والتعليم
ولدت الوزير في صنعاء ونشأت في الولايات المتحدة ومصر. والدها هو زيد علي الوزير، وهو كاتب يمني، أنتج عددًا كبيرًا من المنشورات حول الإسلام السياسي، بما في ذلك الكتاب المثير للجدل «الأوتوقراطية»: بحث في الاستبداد في التاريخ الإسلامي. حصلت على درجة الماجستير في العلاقات الدولية من الجامعة الأمريكية في واشنطن العاصمة، وركزت أطروحتها على النساء في السجون في اليمن.

## الحياة المهنية
منذ عام 2011، أرّخت الوزير الثورة في اليمن على مدونتها «امرأة من اليمن» التي تُذاع فيها أفلام وثائقية مدعومة بالملاحظات وشهادات شهود العيان ومقاطع الفيديو والصور ذات الصلة. لها تسع سنوات من الخبرة في الحملات من أجل برامج العدالة الاجتماعية في الشرق الأوسط وشمال إفريقيا من خلال دعم برامج المجتمعات المدنية المختلفة. وقد تحدثت بإسهاب عن «حقوق الإنسان والإغاثة الإنسانية والوعي السياسي».
كانت زميلة أبحاث غير مقيمة في مؤسسة العلوم والسياسة (SWP). كتبت عن «حركة الشباب المستقل في تحول اليمن» في مشروع «التحول وتغيير النخبة والتعبئة الاجتماعية الجديدة في العالم العربي» وتحدثت عن دور الحركة الشبابية المستقلة في اليمن في مؤتمر الحوار الوطني.
عملت الوزير في المؤسسة الوطنية للديمقراطية بواشنطن العاصمة كمسؤول برامج من يونيو 2004 إلى يونيو 2008. نُشرت أعمالها أيضًا في «فورين بوليسي، مبادرة الإصلاح العربي، مشروع ديمقراطية الشرق الأوسط (بوميد)، وغيرها».

## كتابات
- "هل انتصرت ثورة اليمن؟".
- "ولادة وموت السينما في عدن".
- "اغلاق الحكومة؟ اسأل اليمنيين ".
- "كيف تصل القهوة اليمنية إلى الكؤوس الأمريكية".
- "ستظهر العدالة لحسن ما إذا كان اليمن قد تغير بالفعل".
- "شباب اليمن المستقل ودوره في مؤتمر الحوار الوطني".
- "الرواية الإعلامية الخاطئة عن اليمن".
- "إدماج الشباب في اليمن: عنصر ضروري لنجاح الانتقال السياسي".
- "ساحة التغيير في صنعاء.. حاضنة للإصلاح".
- "جامعو القمامة والنضال من أجل حقوق العمال في اليمن".

## روابط خارجية
- WomanfromYemen على تويتر.